# Hormathia andersoni
Hormathia andersoni is een zeeanemonensoort uit de familie Hormathiidae.
Hormathia andersoni is voor het eerst wetenschappelijk beschreven door Haddon in 1888.